# NGC 317B
NGC 317B is een balkspiraalstelsel in het sterrenbeeld Andromeda. NGC 317B staat op ongeveer 226 miljoen lichtjaar van de Aarde. Het hemelobject ligt relatief dicht in de buurt van een dichterbij gelegen sterrenstelsel dat het nummer NGC 317A draagt.
NGC 317B werd op 1 oktober 1885 ontdekt door de Amerikaanse astronoom Lewis A. Swift.

## Synoniemen
- NGC 317-2
- PGC 3445
- IRAS 00548+4331
- MCG +7-3-10
- UGC 594
- ZWG 536.13
- KCPG 19B
- 5ZW 42